# Speciosa

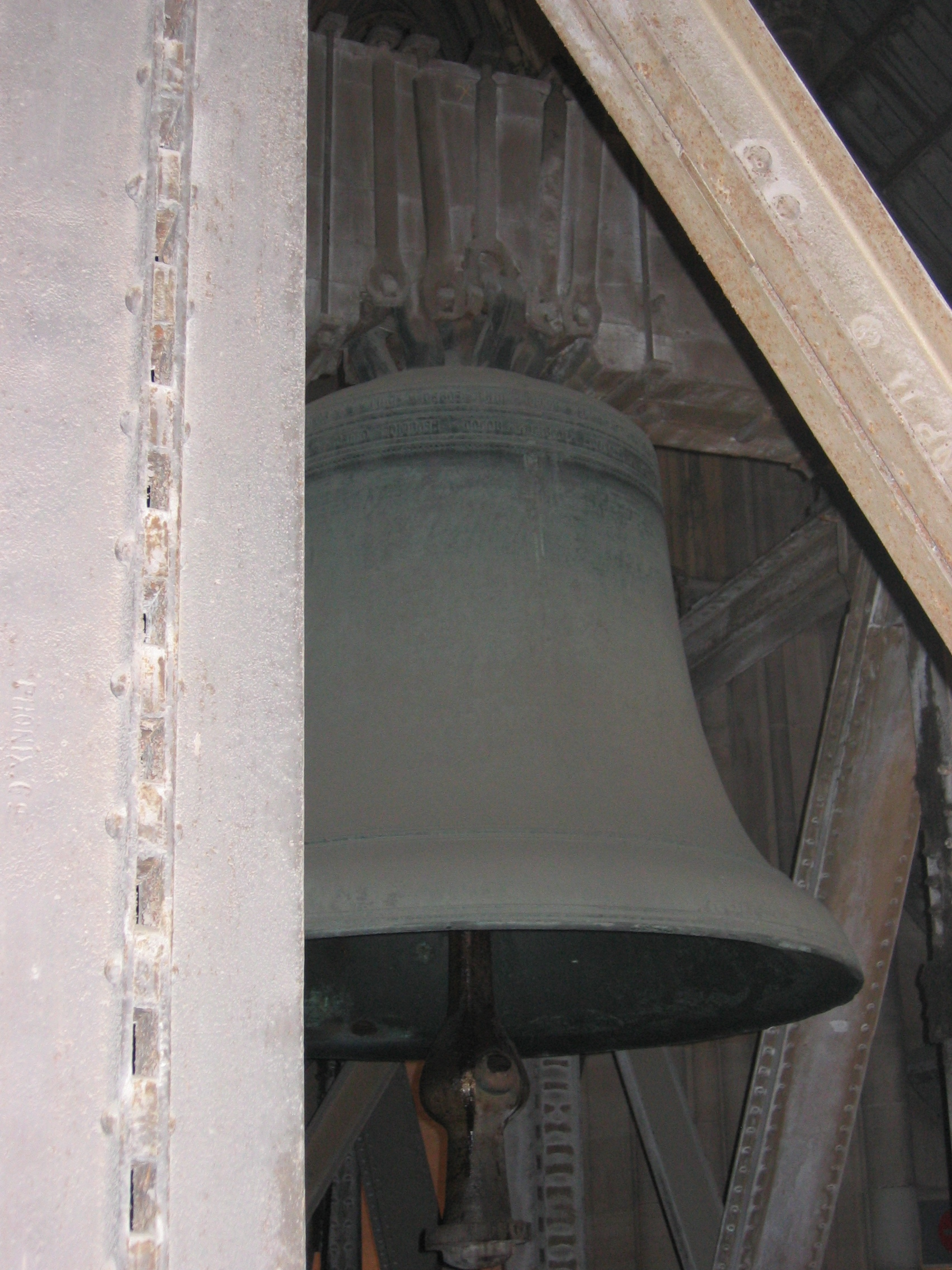
Speciosa – Glocke 3

Die Speciosa (lateinisch speciosus ‚schön, wohlgestaltet, besonders‘) ist die Glocke 3 des Kölner Domgeläuts. Sie wurde 1449 von Johannes (Hoerken) de Vechel gegossen und ist im Glockenstuhl des Südturms aufgehängt.

## Geschichte und Bedeutung
Die Speciosa folgte der ein Jahr älteren Pretiosa in den noch unfertigen Südturm der Kathedrale. Auf die Pretiosa wird in der Inschrift der Speciosa gleich mehrfach hingewiesen („die Große und Klangreiche“, „die Schwester“, „die Gefährtin“, siehe Inschriftsübersetzung).
Die Speciosa fungiert als Bindeglied zwischen der größeren Pretiosa (g0) und der kleineren Dreikönigenglocke (h0). Jedoch steht nicht fest, ob die Speciosa tatsächlich 1449 das erste Mal gegossen worden war, da es fragwürdig erscheint, bei einer angestrebten melodischen Disposition (g–a–h) zuerst die beiden äußeren Glocken zu gießen und zuletzt die mittlere (Speciosa). Schließlich lässt sich der entsprechende Teil ihrer Inschrift „tonis melodiam reddendo“ als „den Tönen Wohlklang wiedergebe“ oder „den Tönen Wohlklang zurückgebe“ übersetzen. Letzteres spräche demnach für das Wiederherstellen des vorherigen (alten) Zustandes.

## Daten

### Musikalisches
Alle Tonangaben in 16teln. V = Vertreter.
| Nominal (Schlagton) | Unterton | Prim-V | Terz  | Quint-V | Abklingdauer (Unterton) | Abkling- verlauf |
| a0 −2               | A −7     | as0 +5 | c1 ±0 | es1 −3  | 109 Sekunden            | steht            |

### Technisches
| Masse   | unterer Durchmesser | Schlagringstärke (durch Abnutzung) | Rippenkonstruktion | Aufhängung |
| ------- | ------------------- | ---------------------------------- | ------------------ | ---------- |
| 5600 kg | 2030 mm             | 143 (140) mm                       | überschwer         | Holzjoch   |

## Inschrift
Die Speciosa ist auf den Namen der Gottesmutter geweiht, auf die ein Bronzerelief auf der Flanke hinweist. Sie trägt demnach auch den (inoffiziellen) Beinamen Marienglocke.
(Ich bin, dafür sei der Schöpfer mir Zeuge, die Schwester der Großen und Klangreichen, deren Schmuck und Harmonie des Klanges die Herren der Kirche veranlasste, mich, Christus zur Ehre, gießen zu lassen, damit ich, der Gefährtin zugestellt, den Tönen Wohlklang wiedergebe. Deshalb werde ich die Schöne genannt, und vertreibe die stürmischen Wolken. Den Jahren der Schwester einmal eines hinzugefügt ist mein Alter.)

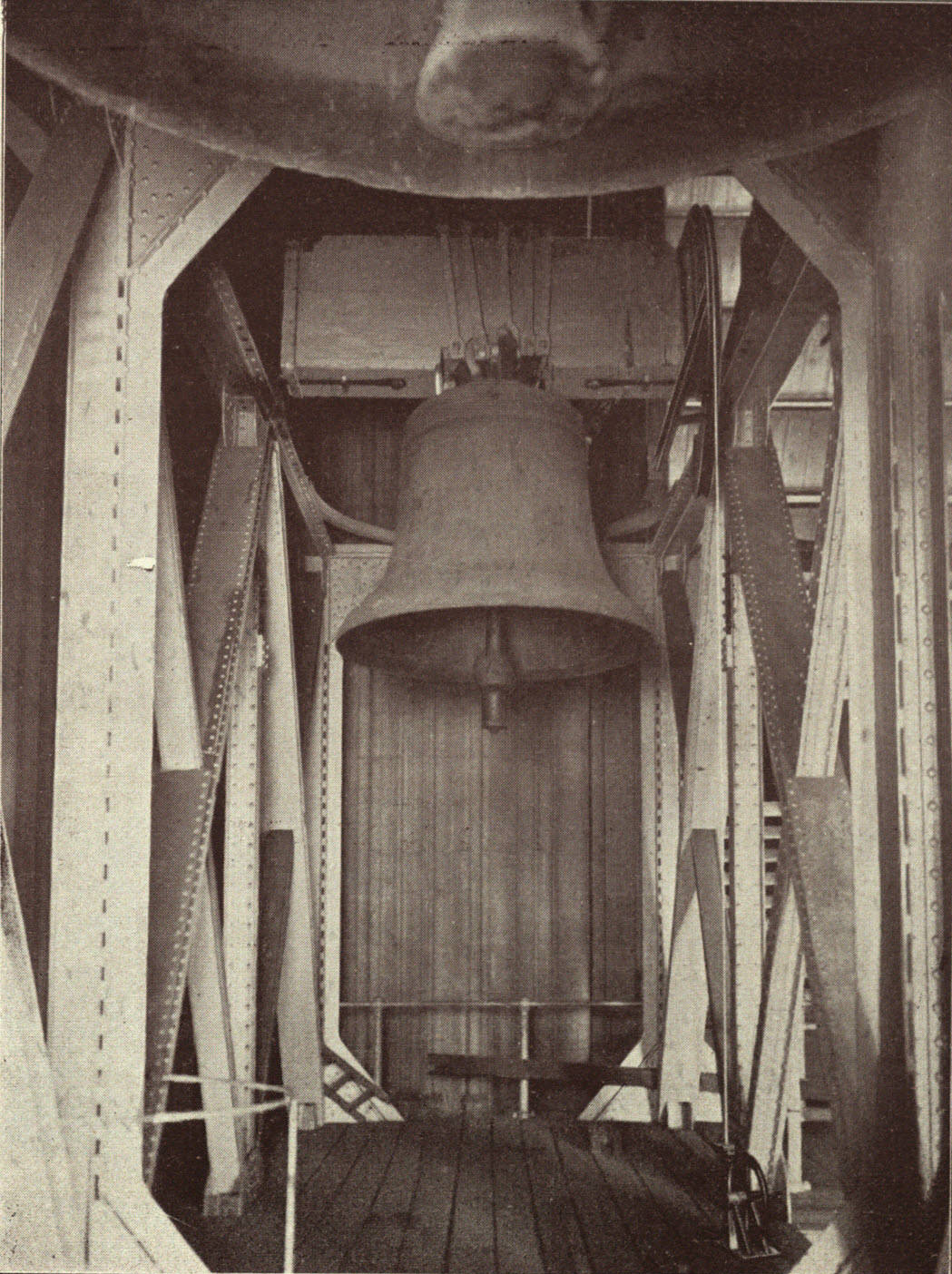
Speciosa im Jahr 1909

Blüten (hier: *) und Rosetten (hier: ◊) dienen als Wort- und Silbentrennung.

## Läuteordnung
Die Speciosa, die Grundglocke an Sonntagen, läutet in verschiedenen Kombinationen zum Kapitelsamt an Sonntagen und Herrenfesten sowie zum Einläuten am Vorabend um 19:30 Uhr und wird dabei fünf Minuten vor dem Einsetzen des Teilgeläuts mit einem Vorläuten vorangestellt. Ebenso läutet sie zur Vesper an Sonntagen, sowie zu den Heiligen Messen an Hochfesten und in der Osteroktav. Allein erklingt sie jeden Freitag außerhalb der Karwoche um 15 Uhr zur Todesstunde Jesu, zur Wandlung im Kapitelsamt, zu den Heiligen Messen in der Karwoche und an Allerseelen, sowie zum Tod eines Ehrendomherren.
Das Sonntagsläuten variiert je nach Kirchenjahreszeit:
| Einläuten & Kapitelsamt     | 3  | 4  | 5  | 6  | 7  | 8  | 9    | 10 | 11   |
| --------------------------- | -- | -- | -- | -- | -- | -- | ---- | -- | ---- |
| Sonntage der Adventszeit    | a0 |    | c1 |    | e1 | g1 |      |    | e2 * |
| Sonntage der Weihnachtszeit | a0 | h0 | c1 | d1 | e1 | g1 |      | h1 |      |
| Sonntage der Fastenzeit     | a0 | h0 | c1 |    |    |    |      |    | e2 * |
| Sonntage der Osterzeit      | a0 | h0 | c1 | d1 | e1 | g1 | gis1 | h1 | e2   |
| Sonntage im Jahreskreis     | a0 |    | c1 | d1 | e1 | g1 |      |    | e2   |

* nur am 3. Adventssonntag und am 4. Fastensonntag zusätzlich